# 第76「ハンブルク」歩兵連隊 (ハンザ都市第2連隊)

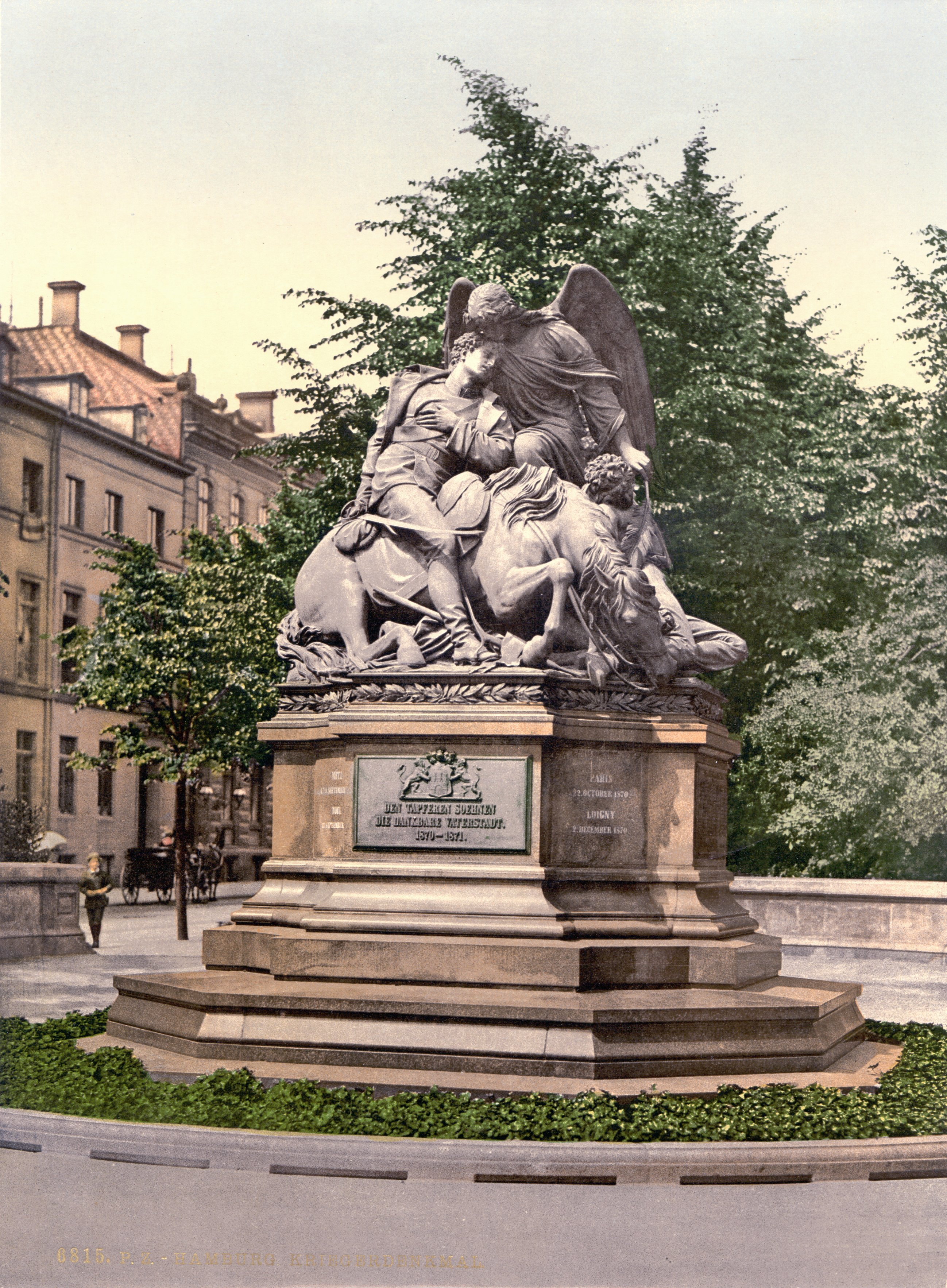
1870年から1871年にかけての普仏戦争で戦没した、第76歩兵連隊の所属者に捧げられた記念碑。ヨハネス・シリンクの作品。

第76「ハンブルク」歩兵連隊（ハンザ都市第2連隊）（独: Infanterie-Regiment „Hamburg“ (2. Hanseatisches) Nr. 76）は、プロイセン軍 (Preußische Armee) の歩兵連隊である。同部隊は1867年から1919年までハンブルクに（リューベックには1897年まで）駐屯していた。

## 組織

### ハンザ都市の特性
自由ハンザ都市ブレーメン、ハンブルクとリューベックは充分な数の兵役義務者を配置する上で問題を抱えていた。そのため、一年志願制度 (de:Einjährig-Freiwilliger) で認められる制限を設けず、海外の兵役義務者にも予備役に就く義務が課せられている。
1867年にはドイツ帝国軍事法 (de:Reichs-Militärgesetz) に基づき、北ドイツ連邦の都市国家の自衛権がプロイセン王国に移譲された。同法第9条 (de:§. 9.) に従い、リューベック市民権を有する兵役義務者は、他の配属先を希望しない限りハンブルクに駐屯する連隊へ召集されることになる。歩兵としての勤務に適さない者は、騎兵科、砲兵科、輜重兵科などプロイセン軍の他の兵科に召集される可能性があった。後には、ドイツ帝国陸軍 (Deutsches Heer) を構成する他国の軍の派遣部隊へ転属することも許可された。
兵役義務者の内、船員は当初プロイセン王国海軍 (Königlich Preußische Marine) に配属され、後にドイツ帝国海軍 (Kaiserliche Marine) に加わっている。

### 所属

#### 第一次世界大戦直前
- 軍団: 在アルトナ第9軍団 (IX. Armee-Korps) 
  - 師団:在シュヴェリーン第17師団 (17. Division) 
    - 旅団:在アルトナ第33歩兵旅団（33. Infanterie-Brigade）
      - 在ブレーメンおよび在シュターデ第75「ブレーメン」歩兵連隊（ハンザ都市第1連隊） (de:Infanterie-Regiment „Bremen“ (1. Hanseatisches) Nr. 75) 
      - 第76「ハンブルク」歩兵連隊（ハンザ都市第2連隊）

#### 1915年3月25日以降
- 師団: 第111師団 (de:111. Division) 
  - 旅団: 第221歩兵旅団（221. Infanterie-Brigade）
    - 第73「プロイセン公子アルブレヒト元帥」フュズィリーア連隊（Füsilier-Regiment „General-Feldmarschall Prinz Albrecht von Preußen“ (Hannoversches) Nr. 73）
    - 第76「ハンブルク」歩兵連隊（ハンザ都市第2連隊）
    - 第164歩兵連隊（ハノーファー第4歩兵連隊、4. Hannoversches Infanterie-Regiment Nr. 164）
    - 第22「カール公子」竜騎兵連隊（バーデン第3竜騎兵連隊） (de:3. Badisches Dragoner-Regiment „Prinz Karl“ Nr. 22) の第3および第4中隊
    - 第221野砲連隊（Feldartillerie-Regiment Nr. 221）
    - 第221工兵中隊（Pionier-Kompanie Nr. 221）

### 編成
- マスケット銃兵大隊（第1および第3大隊）
- フュズィリーア大隊（第2大隊）

### 抽出された部隊
- 1881年4月1日：第8大隊が第128ダンツィヒ歩兵連隊 (de:Danziger Infanterie-Regiment Nr. 128) へ。
- 1887年4月1日：第12大隊が第137歩兵連隊（下エルザス第2歩兵連隊）へ。
- 1897年4月1日」第3大隊がリューベックの第162「リューベック」歩兵連隊（ハンザ都市第3連隊） (de:Infanterie-Regiment „Lübeck“ (3. Hanseatisches) Nr. 162) へ。新しい第3大隊が、ハンブルクおよびブレーメンのハンザ都市歩兵連隊に属する半個大隊から編成される。

## 武装と装備

### 主兵装
- ハンブルク連隊には、Gew88とGew71が支給された。1906年以降はGew98を使用している。
- 1909年頃、1個中隊が機関銃中隊（M.G.K.）に改編されている。

### 制服
連隊はハンザ都市ハンブルクに認められた変更を加えた上で、プロイセン軍の軍服を着用した。そのためヘルメットや制帽には黒・白・赤の帝国コカルデ（Reichskokarde）と並んで、ハンザ都市のコカルデ（白地に赤いハンザ十字をあしらった物）を取り付けたのである。肩章は白で、赤い番号（76）が添えられており、袖の折り返しも白で、その縁取りは黄色だった。

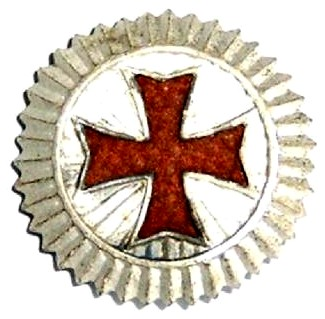
ハンザ都市のコカルデ。

すでに1914年8月には、制服でも無用な光沢を放つ部分を覆うため、灰緑色の布が支給されている。
1915年の夏では前線において、士官および下士官が長い軍刀を帯びなくなった。こうして服装は兵に近づく。それは指揮官のさらなる損失を防ぐための処置であった。

#### 勲章
勲章が制定されて間もなく、リューベック市参事会は四つ目のハンザ十字章 (Hanseatenkreuz) を創設するべく率先して活動した。当時、十字章は「敵前で功績を挙げた前線の兵士」にのみ授与されていたが、リューベック市は「リューベック十字章」を銃後で活動する市長に与えようとしたのである。ハンブルク市参事会 (de:Senat der Freien und Hansestadt Hamburg) およびブレーメン市参事会 (Senat der Freien Hansestadt Bremen) との協議を経て、この無理な要求は取り下げられた。
ブレーメン市ハンザ十字章の受章者には、次の人物が含まれている。
- ヴィルヘルム2世：ドイツ皇帝並びにプロイセン国王。
- ホルスト・フォン・エーティンガー (de:Horst von Oetinger) ：ドイツ帝国第9軍団長。歩兵大将。
- オットー・ズィオベック (de:Otto Dziobek) ：第76予備連隊長。第2次世界大戦中、大佐に昇進。

### 紋章
連隊は自由ハンザ都市ハンブルクの紋章をあしらった。唯一の例外はハンブルクの紋章ではなく、プロイセン王国の鷲を描いた隊旗である。

### 隊旗
普仏戦争で破損したフュズィリーア大隊の隊旗は1897年、連隊の旗と交換された。これらの旗は1915年、戦場からハンブルクに返納された。これらの使用が戦術に対応しなくなり、無用な犠牲者を出したからである。

## 隊史

### 創設
第76連隊の創設に繋がる1866年9月27日の最高内閣令 (de:Kabinettsorder) により、ポンメルン第4、第6、第8および第9 (de:Colbergsches Grenadier-Regiment „Graf Gneisenau“ (2. Pommersches) Nr. 9) 各連隊の中隊によって同年10月30日、ブロンベルクで新たな連隊が設立された。
北ドイツ連邦への加盟により、自由ハンザ都市がドイツ連邦軍 (de:Bundesheer (Deutscher Bund)) に派遣していた部隊は解散する。ハンブルクは1867年5月15日をもって自衛権を失い、平時の駐屯部隊として2個大隊を迎えなくてはいけなかった。同年10月1日、これに先立つ6月27日の協定に基づき、ハンブルクやリューベックで解散した市軍の各連隊の下士官や兵が第76歩兵連隊に引き継がれた。第1および第2大隊の司令部はハンブルクに移動し、ひとまずアルスタードルフ (Alsterdorf) 、グロース・ボーステル (de:Groß Borstel) およびニーンドルフ (Niendorf) に駐留した。軍事協定により同じく自衛権を失ったハーメルンのフュズィリーアは、リューベックに移動した。リューベック軍 (de:Lübecker Militär) は解隊されている。その軍人は、勤務をプロイセン軍で続けるかどうか判断を委ねられた。
これらの新しい条件は、これらハンザ都市の市民による防衛部隊（民兵団）の終焉を意味していた。リューベック市民軍 (de:Lübecker Bürgergarde) は1867年11月1日に、ハンブルク市民軍は1868年7月30日に解隊されている。

### 駐屯地

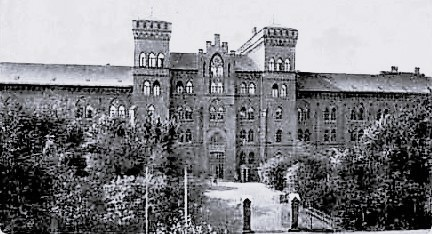
かつてリューベック第3大隊が駐屯していた旧兵舎。

- 1866年
  - マスケット銃兵：ハノーファー
  - フュズィリーア：ハーメルン

- 1867年
  - マスケット銃兵：ハンブルク
  - フュズィリーア：リューベック

- 1897年
  - マスケット銃兵：ハンブルク
  - フュズィリーア：ハンブルク

### 司令官

#### 連隊長
- 1903年: リヒャルト・フォン・クリッツィンク（Richard Karl von Klitzing）歩兵大将

#### 指揮官
- 1866年: コンタ（von Conta）
- 1870年: ノイマン（von Neumann）
- 1871年: ユリウス・ハインリヒ・フォン・ベーン (de:Julius Heinrich von Boehn)
- 1876年: シュトレッツィウス（Streccius）
- 1883年: ガイル男爵（Freiherr von Gayl）
- 1888年: クリッツィンク（von Klitzing）
- 1890年: ハンス・フォン・プリットヴィッツ・ウント・ガフロン (de:Prittwitz und Gaffron) （Hans von Prittwitz und Gaffron）
- 1894年: フリードリヒ・ドゥ・ラ・モット・フーケ (de:Fouqué) 男爵（Friedrich Baron de la Motte Fouqué）
- 1897年: マックス・フォン・ベーン (de:Max von Boehn)
- 1901年: ハンノー・フォン・ダッセル（Hanno von Dassel）
- 1903年: オットー・ヴィルヘルム・フィリップ・フォン・ラムドーア (de:Ramdohr) [1]
- 1909年: アレクサンダー・フォン・フランケンベルク・ウント・ルートヴィヒスドルフ (de:Alexander von Frankenberg und Ludwigsdorf)
- 1912年: アートゥア・フォン・リュットヴィッツ (de:Arthur von Lüttwitz) 男爵
- 1914年: リューディガー・フォン・デア・ゴルツ (Rüdiger von der Goltz)
- 1914年: アレクスィス・シュタイン＝リーベンシュタイン・ツー・バルヒフェルト男爵（Alexis Freiherr von Stein-Liebenstein zu Barchfeld）
- 1914年: ブルシュタイン（von Burstein）
- 1917年: デュア（Dürr）
- 1918年:ツェスカ（Zeska）
- 1919年: ケーネマン（Koenemann）

#### その他の士官
- エーベルハルト・フォン・クレーア (de:Eberhard von Claer) はリューベックに配置された第76歩兵連隊第3大隊の指揮官であった。第162歩兵連隊（ハンザ都市第3連隊）第2大隊の長となってからは、所属連隊も変わっている。
- エルンスト・フォン・ハイニッツ (de:Ernst von Heynitz) 中尉は第1次世界大戦において第76予備連隊の司令官となる。

### 戦役

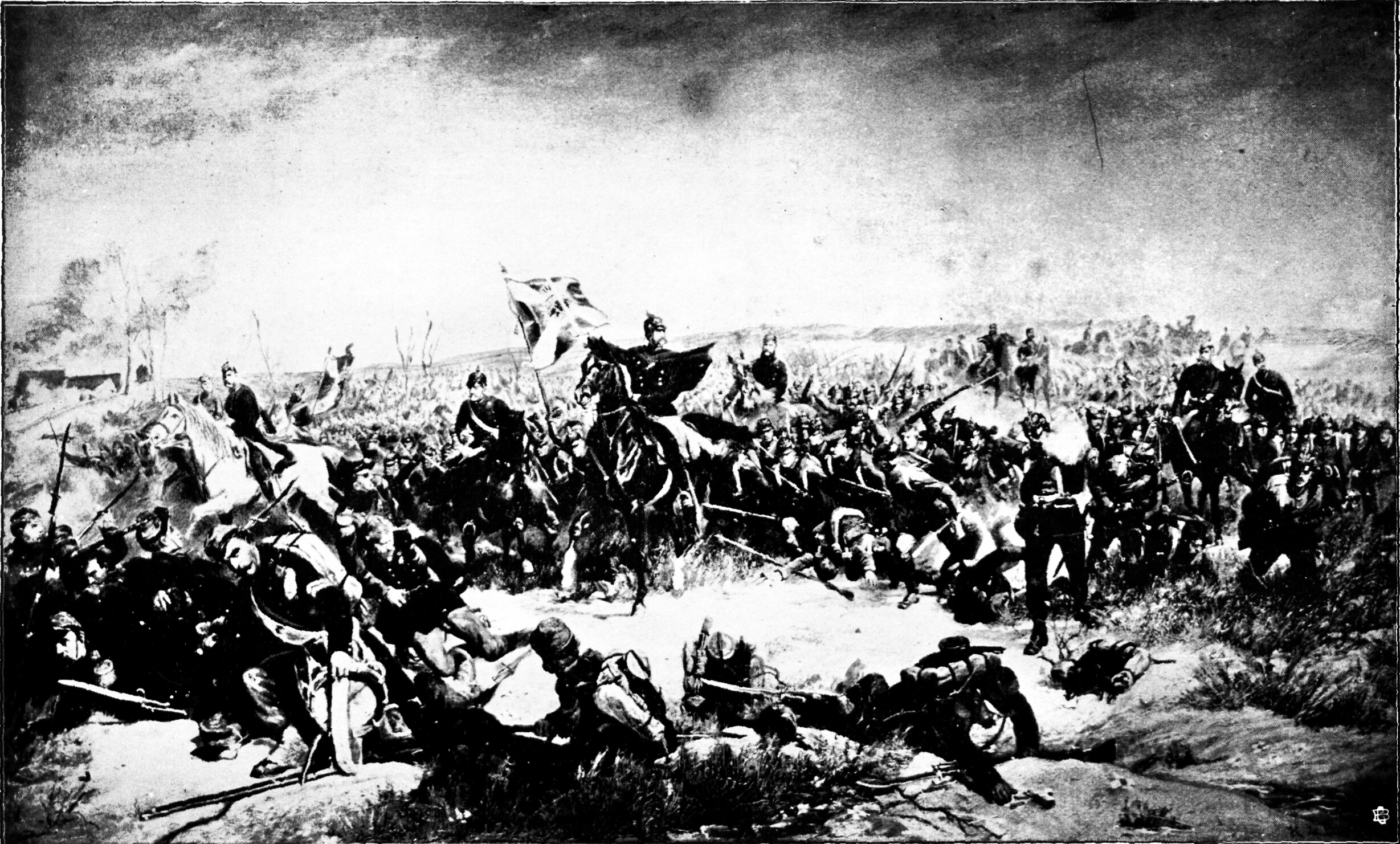
ロワニーの戦いにおけるフュズィリーア大隊。

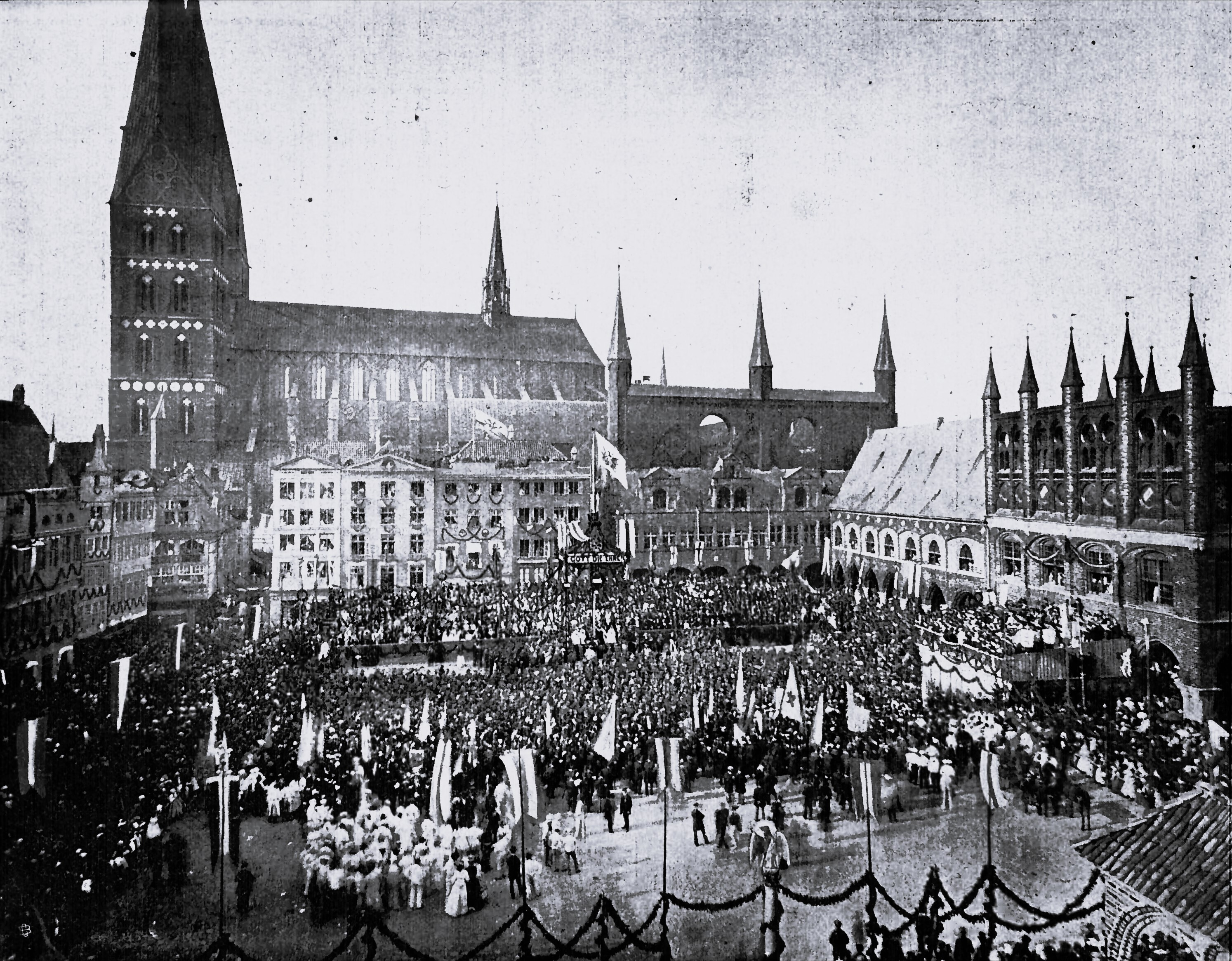
1871年6月18日、リューベック市に入るフュズィリーア大隊。

#### 普仏戦争
普仏戦争中の1870年8月末、第76歩兵連隊はフランスとの戦争に参加した。
動員の後、連隊は北海およびバルト海沿岸の警備に投入された。東フリースラント諸島の一帯では、フランス海軍の大規模な襲来と侵攻が危惧されていたからである。それが杞憂に終わると、同連隊は西方へと移された。
その後はメス攻囲戦、第3大隊の旗が破れたロワニーおよびプープリの戦い (Battle of Loigny-Poupry) 、オルレアンの戦い (de:Schlacht von Orléans) 、ル・マンの戦い (Battle of Le Mans) やパリ攻囲戦 (Siege of Paris (1870–1871)) に参加している。
戦争が終わるとハンブルクの各大隊は1871年6月17日、ラートハウスマルクト (de:Rathausmarkt (Hamburg)) へ祝典をもって迎えられた。2個大隊のどちらも同年6月15日には、ブンデス通り（Bundesstraße、ローテンバウム (Rothenbaum) のルイーゼン通りとパーペンダムの間。）の新しい兵舎へ移ることができた。1869年には建築が始まっていたその兵舎は、一時的に捕虜の収容所として使用されている。
1897年、第3大隊はリューベックで第162「リューベック」歩兵連隊の第3大隊となった。

#### 義和団の乱
義和団の乱において第76歩兵連隊の志願兵は1900年、清への遠征軍に加わって戦った。その際、1名が戦没している。
1904年9月5日、アルトナで皇帝ヴィルヘルム2世が親閲した観兵式の場において、これらハンザ都市の第75、第76および第162歩兵連隊はそれぞれ「ブレーメン」、「ハンブルク」および「リューベック」の名称を親授されている。

#### ドイツ領南西アフリカにおける蜂起
1904年から1906年にかけてヘレロ族とナマクア族が蜂起した時、ハンブルク連隊の志願兵は遠征軍に参加した。その際、1名が戦没し5名が負傷している。

#### 第1次世界大戦
第1次世界大戦では、現役の他に第76予備連隊 (de:Reserve-Infanterie-Regiment Nr. 76) も参戦した。
現役の第76歩兵連隊は、1914年8月2日に戦争が勃発するとともに動員され、西部戦線へ送られる。まずベルギーのリエージュ要塞攻略戦に加わり、9月にはエステルネ (de:Esternay) でマルヌの戦いに投入された。そこで重大な被害を被った後、1914年9月21日に連隊は3個中隊に集約される。7日後、同連隊は補充を受け6個中隊と1個機関銃中隊を擁するようになった。同月の末には、それぞれ3個中隊から構成される2個大隊が編成される。1914年10月中旬、連隊の兵力は再び3個大隊まで回復した。それはクリスマスの少し前まで、ティースクール (Thiescourt) 近郊に配されていた。
- 1915年3月25日以降、連隊は第221歩兵旅団（第111師団）に属した。

1914年から1918年まで：
- ベルギーを通りフランスに侵攻した後、連隊は戦争を通じて西部戦線でのみ戦っている。
- 1914年:モンスの戦い (Battle of Mons) 、サン＝カンタンの戦い (Battle of St. Quentin (1914)) 、マルヌ会戦。
- 1915年: レズパージュ (Les Eparges) 、アントワン（Artoin）、アラス。

レズパージュを巡る塹壕戦では第2大隊がフランス軍の塹壕線を占領する際、士官13名と兵423名を失った。これは同連隊が戦闘で初めて被った大損害である。その他、第2大隊は700名から800名の捕虜を出している。
- 1916年:ソンム付近、その他ギエモンの戦い (Battle of Guillemont) において第2大隊の兵力は数ダースまで損耗した。マノ高地（Mano-Höhen）の戦いに投入される。
- 1917年:ソンム付近、ズィークフリート線 (de:Siegfriedstellung) 、アラスの戦い (Battle of Arras (1917)) 、パッシェンデールの戦い参加。同地で連隊は壊滅的な損害を被り、戦いの後に生存していたのは138名のみであった。後にマース川およびモーゼル川、そしてカンブレーの戦いに参加。
- 1918年:皇帝の戦い、第2次バポームの戦い (Second Battle of Bapaume) 、アラスの戦い（第2次ソンムの戦い (Second Battle of the Somme (1918)) ）、アルベールの戦い、モンシー（Monchy）の戦い、ランスの戦い、ヘルマン線 (de:Hermannstellung) の戦い、アントワープ＝マース線の戦いに参加。

第1次世界大戦中、ハンブルク連隊に勤務したのは19,889名である。1914年8月に第76歩兵連隊に従って参戦した3000名の内、大戦を生き抜いたのは647名のみであった。

### 解隊
大戦後、連隊はハンブルクへ復員し、1918年12月16日に動員を解除されるとともに解隊された。連隊に所属していた者の多くは、結成された「バーレンフェルト (Bahrenfeld) 警備隊」（Wachabteilung Bahrenfeld）に加わっている。

## その他

### 記念碑

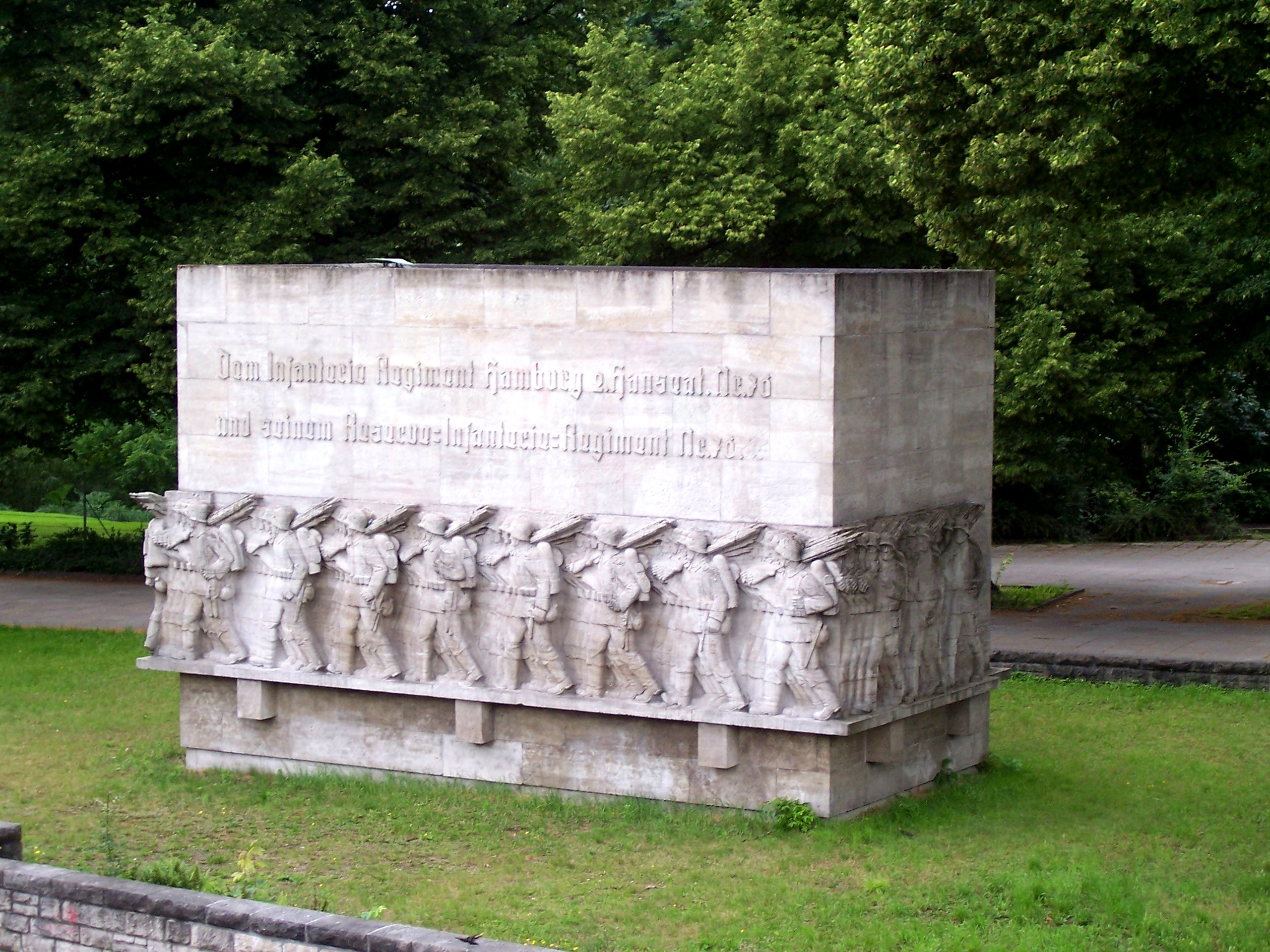
1936年、ハンブルクに建てられた連隊の記念碑。

普仏戦争の戦没者のため、ヨハネス・シリンク (Johannes Schilling) が制作した記念碑は1877年から1926年までエスプラナーデ (de:Esplanade (Hamburg)) に設置されていたが、後にローテンバウム地区のフォンテネー（Fontenay）に移された。ダムトーアダム（Dammtordamm、ハンブルク市ダムトーア (Dammtor) 付近）にはリヒャルト・クエール (Richard Kuöhl) が原型を制作した「戦士の記念碑」（Kriegerdenkmal）がある。これは第1次世界大戦における第76歩兵連隊の戦没者を記念する一方で、ハインリヒ・レアシュ (de:Heinrich Lersch) の詩、『兵士の別れ（Soldatenabschied）』に起源を持ち、多くの議論を呼んだ碑文「ドイツは生きねばならない。我らが死なずばならなくとも。（„Deutschland muß leben und wenn wir sterben müssen“）」が刻まれている。
この引用とその取扱いを巡っては、ハンブルクで何年も激しい議論が交わされた。ハンブルク市議会は1980年代の初頭、保護法の対象である記念碑の傍に「戦争に反対するための警告」という方針に従って、アルフレート・フルトリッカ (Alfred Hrdlicka) が制作した像の設置を決定した。1983年以降、これらは部分的に実現を見る。続いて1985年に「ハンブルクの火災旋風」、そして1986年には「カップ・アルコナからの脱出」が完成した。

### 伝統の継承
解隊後、ハンブルク連隊の伝統はヴァイマール共和国軍においてまず第6歩兵連隊の第9中隊に引き継がれた。続いて1937年、部隊の名称はハンブルクで新たに創設された国防軍第76歩兵連隊に継承されている。

### 文献

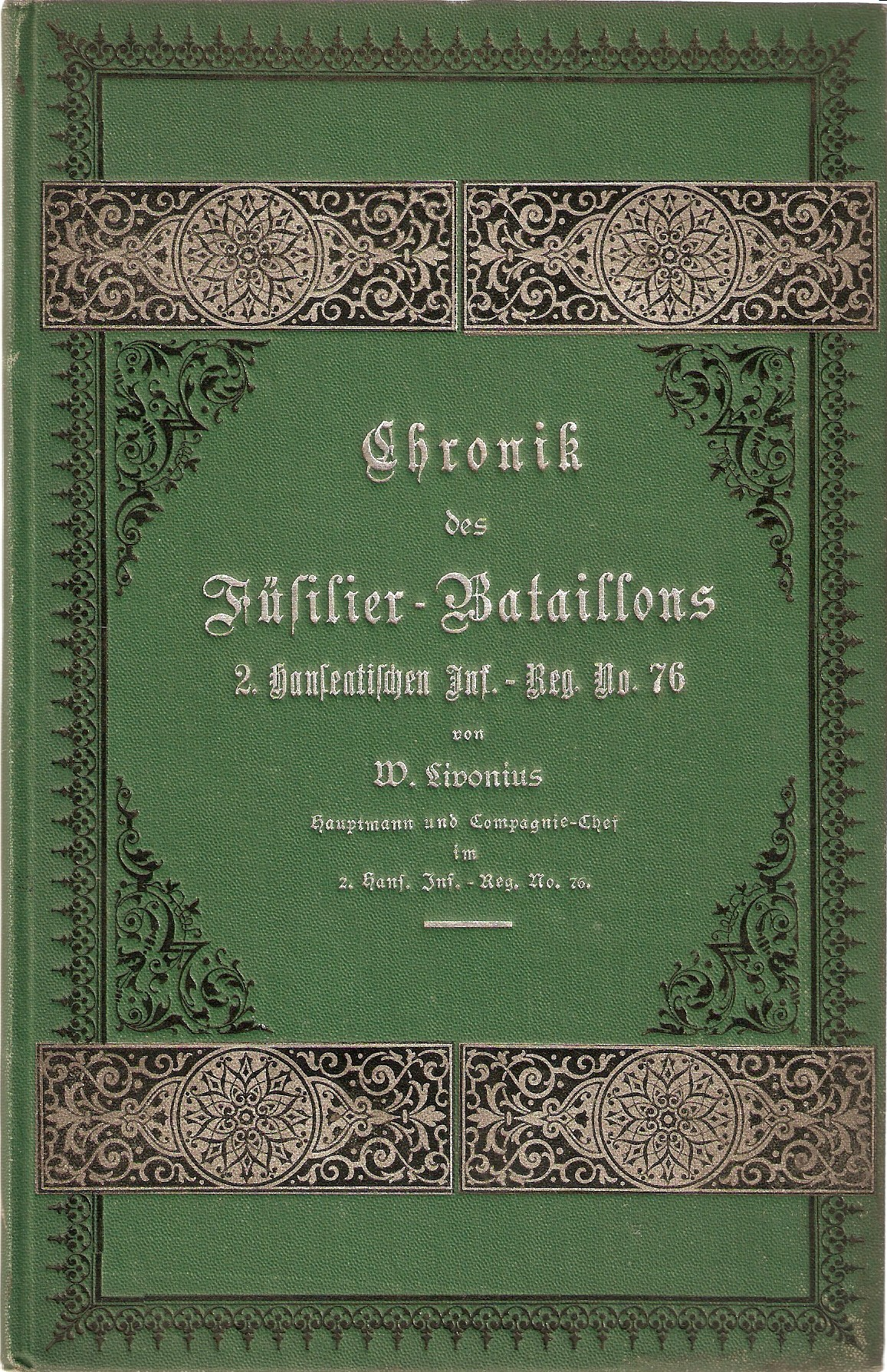

（ドイツ語版の記事に挙げられていたもので、翻訳者が項目の作成にあたり、閲覧したものではありません。）
- O. Ahrends: Mit dem Regiment "Hamburg" in Frankreich (I.R. Nr. 76) 1929 München, Verlag Reinhardt, 226 Seiten.
- Hans von Albert : Infanterie- Regiment Hamburg ( 2. Hanseatisches ) Nr. 76; 1903 Hamburg Wauke, 31 Seiten.
- Ad. Birkholz: Das 2te Hanseatische Infanterie-Regiment Nr. 76 im Kriege gegen Frankreich 1870 u. 71.; 1871 Hamburg: Hoffmann & Campe, 60 Seiten.
- ヴィルヘルム・フォン・リヴォニウス (de:Wilhelm von Livonius) : Chronik des Füsilier-Bataillons, 2. Hanseatischen Inf.-Reg. No. 76 von der Errichtung bis zur Rückkehr aus dem Feldzuge 1870/71; 1891, Lübeck., Bernhard Nörhring, 76 Seiten.
- Wilfried Niemann: Geschichte des 2. Hanseatischen Infanterie - Regiments Nr. 76; Hamburg, W. Mauke Söhne, 1876, 235 Seiten.
- Herbert von Sydow: Das Infanterie-Regiment Hamburg <2. Hanseatisches> Nr. 76 im Weltkriege 1914/18 (Erinnerungsblätter deutscher Regimenter. Ehem. preuß. Truppenteile; Heft 52), 1922, Oldenburg-Berlin, G. Stalling, 218 Seiten.
- Oberstleutnant a.D. W.Nau: Beiträge zur Geschichte des Regiments Hamburg; Alster-Verlag Hamburg 1925, 5 Bände